# 化学レーザー
化学レーザー（かがくレーザー）は、励起された分子による誘導放出を利用したレーザー。
気体レーザーの一種で、励起の方法には、2種類の原子を混ぜる単純な化学反応と、光分解や放電によって活性化された原子を他の分子と反応させる2種類がある。
分子の状態が反転分布している化学発光の反応系が共振器の中に入っており、これによってレーザー発振が可能となっている。
一般的な化学レーザーとしては、酸素-ヨウ素化学レーザーやフッ化水素レーザーなどがあり、赤外線を放射する。化学レーザーの出力はメガワットレベルに達するほど強いため、切断や穴あけ、防衛分野では弾道ミサイル防衛に使用される。化学反応による生成物として大量の有害なハロゲン化合物を放出するほか、大気圏内に放出された場合はオゾン層に悪影響を与える。

## 関連分野
- AL-1 (航空機)